# Parafia św. Wojciecha w Lewkowie
Parafia Świętego Wojciecha w Lewkowie – parafia rzymskokatolicka, znajdująca się w diecezji kaliskiej, w dekanacie Raszków.
Kościół parafialny został zbudowany na planie prostokąta w latach 1844–1846.